# جد الحاج
جد الحاج من القرى الصغيرة في البحرين ، وهي قرية تتوسط الساحل الشمالي لجزيرة أوال بالبحرين ويحدها من الجنوب شارع البديع تقدر مساحتها بحوالي 6 كيلومتر مربع ويتراوح تعداد سكانها بين 700 إلى 1000 نسمة جلهم من المتعلمين وتصل نسبة الامية بها 20% فقط ويصل تعداد المساكن بها حوالي 200 بيتا.

## اقتصاد القرية
اشتغل اهلها بالزراعة وصيد الاسماك قديما وهي ضمن الحزام الأخضر المفترض الحفاظ عليه. مدخل القرية الوحيد عبارة عن ممر زراعي. من ابرز منتجات القرية السلال والتمر والمانجة الجيكو والصبار الحامض والهندي واللوز وكثير من الخضروات إلى جانب السمك المجفف وقد اندثرت هذه المنتجات مع وجود المنافسين من الخارج. جدالحاج قرية جميلة من الطراز الأول واهلها ودوددين ويعيشون على شكل عشائر. ترجع انسابهم إلى موطن العرب من الجزيرة العربية ويتكلمون اللغة العربية مع عدة لغات يتقنها البعض مثل الإنجليزية والفارسية والهندية.

## سبب التسمية
يقال أن سبب تسميتها بهذا الاسم عدة أقوال منها أنها معبر الحاج إلى الحجاز لأداء فريضة الحج. وهي قرية ساحلية فيها الكثير من البساتين والنخيل الجميلة وتقع بين قريتي كرانة وجنوسان ،تمتاز القرية بطيبة أهلها وصفاء سريرتهم وحبهم وكرمهم الكبير للوافدين والضيوف، وبها العديد من المؤسسات التي بدورها تخدم القرية دينياً واجتماعياً وترفيهياً مثل المأتم والصندوق الخيري والفريق الرياضي ويسعى أبناء القرية نحو الالتفاف لتلك المؤسسات لدعم الشراكة للرقي بالقرية،

## منشئات
بها الكثير من الآثار والمساجد التأريخية مثل مسجد الشيخ علي بن لطف الله ومسجد الشيخ منصور وأبو محيا ومسجد الشيخ إسماعيل وغيرها. ومن المراكز والأماكن المهمة في القرية هي: مأتم جدالحاج وجمعية جدالحاج الخيرية و فريق جدالحاج الرياضي